# 得圣
得圣（1047年十一月二十八日—1048年閏正月一日）或作得胜、德胜、得天，是北宋河北农民起义领袖王则的年号，前後共65日。
《宋史纪事本末》作“德胜”；《玉海》作“得圣”亦作“德胜”。梁玉绳《元号略》：“丘文学《历朝纪元录》又作得天，误。”

## 改元
- 1047年——十一月二十八日，王則自稱東平郡王，建國安陽，改元得聖。以十二月为正月。[3]
- 1048年——閏正月一日，王則兵敗被補。[4]

## 紀年對照表
| 得圣 | 元年   | 二年   |
| ---- | ------ | ------ |
| 公元 | 1047年 | 1048年 |
| 干支 | 辛巳   | 丁亥   |

## 同期存在的其他政權之紀年
- 中國
  - 慶曆（1041年－1048年）：北宋—宋仁宗趙禎之年號
  - 重熙（1032年－1055年）：契丹—遼興宗耶律宗真之年號
  - 天授禮法延祚（1038年－1048年）：西夏—夏景宗李元昊之年號
  - 保安（1045年－1052年）：大理—段思廉之年號
- 越南
  - 天感聖武（1044年－1049年）：李朝—太宗李佛瑪之年號
- 日本
  - 永承（1046年－1053年）：後冷泉天皇之年号

## 参見
- 中國年號索引

## 深入閱讀
- 李崇智. . 北京: 中華書局. 2004年12月. ISBN 7101025129.
- 鄧洪波. . 臺北: 國立臺灣大學東亞經典與文化研究計劃. 2005年3月  [2021-11-22]. ISBN 9789860005189. （原始内容 (pdf)存档于2007-08-25）.